# Andre Brooks
Andre Chance Brooks (Sheffield, 20 agosto 2003) è un calciatore inglese, centrocampista dello Sheffield Utd.

## Carriera
Brooks è cresciuto nel settore giovanile dello Sheffield Utd, con cui ha firmato il suo primo contratto professionistico nel maggio del 2021. Il 6 agosto 2022 è stato prestato per un mese al Bradford PA in National League North dove ha giocato 7 incontri e realizzato una rete.
Rientrato a Sheffield, ha debuttato in prima squadra il 5 novembre nell'incontro di Championship vinto 5-2 contro il Burnley.

## Statistiche

### Presenze e reti nei club
Statistiche aggiornate al 16 dicembre 2023.
| Stagione        | Squadra         | Campionato      | Campionato | Campionato | Coppe nazionali | Coppe nazionali | Coppe nazionali | Coppe continentali | Coppe continentali | Coppe continentali | Altre coppe | Altre coppe | Altre coppe | Totale | Totale | Totale |
| Stagione        | Squadra         | Comp            | Pres       | Reti       | Comp            | Pres            | Reti            | Comp               | Pres               | Reti               | Comp        | Pres        | Reti        | Pres   | Reti   |        |
| --------------- | --------------- | --------------- | ---------- | ---------- | --------------- | --------------- | --------------- | ------------------ | ------------------ | ------------------ | ----------- | ----------- | ----------- | ------ | ------ | ------ |
| ago.-set. 2022  | Bradford PA     | NLN             | 7          | 1          | FACup           | 0               | 0               |                    | -                  | -                  | FAT         | 0           | 0           | 7      | 1      |        |
| 2022-2023       | Sheffield Utd   | FLC             | 1          | 0          | FACup+CdL       | 3+0             | 0               |                    | -                  | -                  |             | -           | -           | 4      | 0      |        |
| 2023-2024       | Sheffield Utd   | PL              | 5          | 0          | FACup+CdL       | 0+1             | 0               |                    | -                  | -                  |             | -           | -           | 6      | 0      |        |
| Totale carriera | Totale carriera | Totale carriera | 13         | 1          |                 | 4               | 0               |                    | -                  | -                  |             | -           | -           | 17     | 1      |        |